# 24 uur van Le Mans 1958

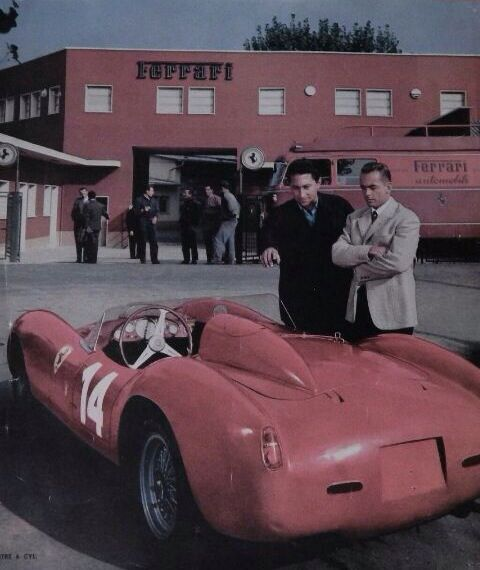
De winnende auto: de Ferrari 250 TR/58 #14.

De 24 uur van Le Mans 1958 was de 26e editie van deze endurancerace. De race werd verreden op 21 en 22 juni 1958 op het Circuit de la Sarthe nabij Le Mans, Frankrijk.
De race werd gewonnen door de Scuderia Ferrari #14 van Olivier Gendebien en Phil Hill, die allebei hun eerste Le Mans-zege behaalden. De S2.0-klasse werd gewonnen door de Porsche KG #29 van Jean Behra en Hans Herrmann. De S1.5-klasse werd gewonnen door de Porsche KG #31 van Edgar Barth en Paul Frère. De S750-klasse werd gewonnen door de Automobili OSCA #42 van Alejandro de Tomaso en Colin Davis.
De race stond in het teken van regen. Het regende in totaal vijftien uur, waarvan drie uur zware regenval. De race kende dertien ongelukken, waaronder een dodelijk ongeluk van Jean-Marie Brussin.

## Race
Winnaars in hun klasse zijn vetgedrukt. Auto's die minder dan 70% van de afstand van de winnaar van hun klasse hadden afgelegd werden niet geklasseerd.
| Pos. | Klasse | No. | Team                          | Coureurs                                  | Chassis                  | Motor                         | Ronden |
| ---- | ------ | --- | ----------------------------- | ----------------------------------------- | ------------------------ | ----------------------------- | ------ |
| 1    | S3.0   | 14  | Scuderia Ferrari              | Olivier Gendebien Phil Hill               | Ferrari 250 TR/58        | Ferrari 3.0L V12              | 305    |
| 2    | S3.0   | 5   | A.G. Whitehead                | Peter Whitehead Graham Whitehead          | Aston Martin DB3S        | Aston Martin 3.0L S6          | 293    |
| 3    | S2.0   | 29  | Porsche KG                    | Jean Behra Hans Herrmann                  | Porsche 718 RSK          | Porsche 1588cc F4             | 291    |
| 4    | S1.5   | 31  | Porsche KG                    | Edgar Barth Paul Frère                    | Porsche 718 RSK          | Porsche 1498cc F4             | 290    |
| 5    | S1.5   | 32  | Baron de Beaufort             | Carel Godin de Beaufort Herbert Linge     | Porsche 550A             | Porsche 1498cc F4             | 288    |
| 6    | S3.0   | 21  | Equipe Nationale Belge        | Jean Blaton Alain de Changy               | Ferrari 250 TR           | Ferrari 3.0L V12              | 279    |
| 7    | S3.0   | 22  | Ed Hugus                      | Ed Hugus Ray Erickson                     | Ferrari 250 TR           | Ferrari 3.0L V12              | 278    |
| 8    | S2.0   | 28  | AC Cars Ltd                   | Richard Stoop Peter Bolton                | AC Ace LM Prototype      | Bristol 1971cc S6             | 257    |
| NC   | S2.0   | 27  | A.C. Ace Ltd.                 | Hubert Patthey Georges Berger             | AC Ace                   | Bristol 1971cc S6             | 255    |
| 9    | S1.5   | 34  | J.-P. Colas                   | Jean Kerguen Jacques Dewez                | Porsche 550A             | Porsche 1498cc F4             | 254    |
| 10   | S750   | 42  | Automobili OSCA               | Alejandro de Tomaso Colin Davis           | OSCA 750S                | OSCA 749cc S4                 | 252    |
| 11   | S750   | 44  | Automobiles Deutsch et Bonnet | Gérard Laureau Louis Cornet               | DB HBR-4 Spyder          | Panhard 745cc F2              | 250    |
| 12   | S750   | 46  | Automobiles Deutsch et Bonnet | Paul Armagnac Jean-Claude Vidilles        | DB HBR-4 Spyder          | Panhard 745cc F2              | 242    |
| 13   | S750   | 41  | Automobili Osca               | Jean Laroche Rémy Radix                   | OSCA 750S                | OSCA 749cc S4                 | 241    |
| NC   | S3.0   | 10  | Bruce Halford                 | Bruce Halford Brian Naylor                | Lister                   | Jaguar 3.0L I6                | 241    |
| NC   | S2.0   | 24  | Peerless Cars                 | Peter Jopp Percy Crabb                    | Peerless GT Coupé        | Triumph 1991cc S4             | 240    |
| 14   | S750   | 51  | Équipe Monopole Courses       | Jacques Poch Guy Dunaud-Saultier          | Monopole X86             | Panhard 745cc F2              | 218    |
| 15   | S750   | 45  | Automobiles Deutsch et Bonnet | Robert Mougin Jean Lucienbonnet           | DB HBR-4 GTS Coupé       | Panhard 745cc F2              | 214    |
| 16   | S750   | 53  | Automobili Stanguellini       | François Sigrand René-Louis Revillon      | Stanguellini S750 Sport  | Fiat 741cc S4                 | 212    |
| 17   | S750   | 55  | Team Lotus Engineering        | Alan Stacey Tom Dickson                   | Lotus 11                 | Coventry Climax FWC 741cc S4  | 202    |
| DNF  | S3.0   | 8   | J. D. Hamilton                | Duncan Hamilton Ivor Bueb                 | Jaguar D-Type            | Jaguar 3.0L S6                | 251    |
| DNF  | S3.0   | 3   | Aston Martin Ltd.             | Tony Brooks Maurice Trintignant           | Aston Martin DBR1/300    | Aston Martin 3.0L S6          | 173    |
| DNF  | S1.1   | 38  | Team Lotus Engineering        | Innes Ireland Mike Taylor                 | Lotus 11                 | Coventry Climax FWA 1098cc S4 | 162    |
| DNF  | S3.0   | 1   | Francisco Godia-Sales         | Francisco Godia-Sales Jo Bonnier          | Maserati 300 S           | Maserati 3.0L S6              | 142    |
| DNF  | S750   | 47  | B. Deviterne                  | Marcel Laillier René Bartholoni           | DB HBR-5 Coupé           | Panhard 745cc F2              | 129    |
| DNF  | S2.0   | 25  | North American Racing Team    | Pedro Rodríguez José Behra                | Ferrari 500 TR           | Ferrari 1998cc V12            | 119    |
| DNF  | S3.0   | 12  | Scuderia Ferrari              | Mike Hawthorn Peter Collins               | Ferrari 250 TR/58        | Ferrari 3.0L V12              | 112    |
| DNF  | S750   | 54  | Automobili Stanguellini       | René-Philippe Faure Michel Nicol          | Stanguellini S750 Sport  | Fiat 741cc S4                 | 110    |
| DNF  | S3.0   | 16  | Scuderia Ferrari              | Wolfgang von Trips Wolfgang Seidel        | Ferrari 250 TR/58        | Ferrari 3.0L V12              | 101    |
| DNF  | S750   | 48  | Équipe Monopole Course        | Maurice van der Bruwaene Jacques Lefourel | Monopole X89             | Panhard 745cc F2              | 101    |
| DNF  | S1.1   | 40  | John Ogier                    | Tommy Bridger Peter Blond                 | Tojeiro TCM              | Coventry Climax FWA 1098cc S4 | 83     |
| DNF  | S3.0   | 19  | North American Racing Team    | Fernand Tavano Edwin Martin               | Ferrari 250 TR           | Ferrari 3.0L V12              | 77     |
| DNF  | S3.0   | 20  | Equipe Los Amigos             | François Picard Jaroslav Juhan            | Ferrari 250 TR           | Ferrari 3.0L V12              | 72     |
| DNF  | S3.0   | 18  | North American Racing Team    | Dan Gurney Bruce Kessler                  | Ferrari 250 TR           | Ferrari 3.0L V12              | 64     |
| DNF  | S1.5   | 37  | Squadra Virgilio Conrero      | Jean Hébert Marcel Lauga                  | Alfa Romeo Giulietta SZ  | Alfa Romeo 1290cc S4          | 59     |
| DNF  | S2.0   | 30  | Porsche KG                    | Richard von Frankenberg Claude Storez     | Porsche 718 RSK          | Porsche 1588cc F4             | 55     |
| DNF  | S3.0   | 4   | Aston Martin Ltd.             | Roy Salvadori Stuart Lewis-Evans          | Aston Martin DBR1/300    | Aston Martin 3.0L S6          | 49     |
| DNF  | S3.0   | 11  | H. Peignaux                   | Jean-Marie Brussin André Guelfi           | Jaguar D-Type            | Jaguar 3.0L S6                | 47     |
| DNF  | S3.0   | 17  | Fernand Tavano                | Alfonso Gomez-Mena Piero Drogo            | Ferrari 250 TR           | Ferrari 3.0L V12              | 45     |
| DNF  | S750   | 50  | Équipe Monopole Course        | Bernard Consten Jean Vinatier             | Monopole VM-S            | Panhard 745cc F2              | 44     |
| DNF  | S3.0   | 9   | Equipe Nationale Belge        | Freddy Rousselle Claude Dubois            | Lister                   | Jaguar 3.0L S6                | 43     |
| DNF  | S1.5   | 35  | Lotus Engineering             | Jay Chamberlain Pete Lovely               | Lotus 15                 | Coventry Climax FPF 1476cc S4 | 39     |
| DNF  | S750   | 52  | Automobili Stanguellini       | Georges Guyot Pierre Ros                  | Stanguellini 750 S       | Fiat 741cc S4                 | 38     |
| DNF  | S3.0   | 58  | Ecurie Francorchamps          | Lucien Bianchi Willy Mairesse             | Ferrari 250 TR           | Ferrari 3.0L V12              | 33     |
| DNF  | S1.5   | 36  | Squadra Virgilio Conrero      | Giorgio Ubezzi Eric Catulle               | Alfa Romeo Giulietta SVZ | Alfa Romeo 1290cc S4          | 31     |
| DNF  | S3.0   | 2   | Aston Martin Ltd.             | Stirling Moss Jack Brabham                | Aston Martin DBR1/300    | Aston Martin 3.0L S6          | 30     |
| DNF  | S3.0   | 57  | Maurice Charles               | Maurice Charles John Young                | Jaguar D-Type            | Jaguar 3.0L S6                | 29     |
| DNF  | S1.1   | 39  | Car Exchange                  | Bob Hicks Bill Frost                      | Lotus 11                 | Coventry Climax FWA 1098cc S4 | 28     |
| DNF  | S2.0   | 23  | J. Thépenier                  | Eugène Martin Michel Dagorne              | Maserati 200 SI          | Maserati 1994cc S4            | 20     |
| DNF  | S750   | 56  | Equipe Lotus France           | André Héchard Roger Masson                | Lotus 15                 | Coventry Climax FWMA 741cc S4 | 19     |
| DNF  | S750   | 49  | Équipe Monopole Course        | René Cotton André Beaulieux               | Monopole X86             | Panhard 745cc F2              | 10     |
| DNF  | S3.0   | 6   | Ecurie Ecosse                 | Jack Fairman Masten Gregory               | Jaguar D-Type            | Jaguar 3.0L S6                | 7      |
| DNF  | S2.0   | 26  | Team Lotus Engineering        | Cliff Allison Graham Hill                 | Lotus 15                 | Coventry Climax FPF 1965cc S4 | 3      |
| DNF  | S3.0   | 7   | Ecurie Ecosse                 | Ninian Sanderson John Lawrence            | Jaguar D-Type            | Jaguar 3.0L S6                | 2      |
| DNF  | S750   | 43  | Automobiles V.P.              | Jean-Marie Dumazer Robert Dutoit          | V.P. Spyder              | Renault 747cc S4              | 2      |
| DNS  | S3.0   | 15  | Jo Bonnier                    | Jo Bonnier                                | Ferrari 250 TR           | Ferrari 3.0L V12              | 0      |
| DNS  | S1.5   | 33  | Christian Goethals            | Christian Goethals                        | Porsche 550A             | Porsche 1498cc F4             | 0      |
| DNS  | S1.5   | 59  | Heinz Schiller                | Heinz Schiller Claude Tot Hans Wirz       | Porsche 550A             | Porsche 1498cc F4             | 0      |
| DNS  | S750   | 60  | Automobili Stanguellini       | Roger Castelain Pierre Ros                | Stanguellini 750 S       | Fiat 741cc S4                 | 0      |
| DNS  | S750   | 61  | Automobiles V.P.              | Louis Chardin Michel Heymel               | V.P. Sport               | Renault 747cc S4              | 0      |
| DNS  | S750   | 62  | De Pontac                     | Laforcade Gaston Serraud                  | CTAP                     | Renault 747cc S4              | 0      |
| DNS  | S2.0   | 63  | Peerless Cars                 | Ian Baillie Richard Gibson John Dalton    | Peerless GT Coupé        | Triumph 1991cc S4             | 0      |

1923 · 1924 · 1925 · 1926 · 1927 · 1928 · 1929 · 1930 · 1931 · 1932 · 1933 · 1934 · 1935 · 1936 · 1937 · 1938 · 1939 · 1940 - 1948 · 1949 · 1950 · 1951 · 1952 · 1953 · 1954 · 1955 (Ramp) · 1956 · 1957 · 1958 · 1959 · 1960 · 1961 · 1962 · 1963 · 1964 · 1965 · 1966 · 1967 · 1968 · 1969 · 1970 · 1971 · 1972 · 1973 · 1974 · 1975 · 1976 · 1977 · 1978 · 1979 · 1980 · 1981 · 1982 · 1983 · 1984 · 1985 · 1986 · 1987 · 1988 · 1989 · 1990 · 1991 · 1992 · 1993 · 1994 · 1995 · 1996 · 1997 · 1998 · 1999 · 2000 · 2001 · 2002 · 2003 · 2004 · 2005 · 2006 · 2007 · 2008 · 2009 · 2010 · 2011 · 2012 · 2013 · 2014 · 2015 · 2016 · 2017 · 2018 · 2019 · 2020 · 2021 · 2022 · 2023 · 2024